# Economia marxiana
A economia marxista, ou a escola marxista de economia, é uma escola heterodoxa de pensamento econômico. Os seus fundamentos remontam à crítica de Karl Marx à economia política. Contudo, ao contrário dos críticos da economia política, os economistas marxistas tendem a aceitar o conceito de economia prima facie. A economia marxista compreende várias teorias diferentes e inclui múltiplas escolas de pensamento, que por vezes são opostas entre si; em muitos casos, a análise marxista é usada para complementar ou complementar outras abordagens econômicas. Como não é necessário ser necessariamente politicamente marxista para ser economicamente marxista, os dois adjetivos coexistem no uso, em vez de serem sinônimos: eles compartilham um campo semântico, ao mesmo tempo que permitem diferenças conotativas e denotativas.
A economia marxista preocupa-se de várias maneiras com a análise da crise no capitalismo, com o papel e distribuição do produto excedente e da mais-valia em vários tipos de sistemas econômicos, com a natureza e origem do valor econômico, com o impacto da classe e da luta de classes na economia e na política. processos e o processo de evolução econômica.
A economia marxista – particularmente na academia – distingue-se do marxismo como uma ideologia política, bem como dos aspectos normativos do pensamento marxista: isto reflete a visão de que a abordagem original de Marx para compreender a economia e o desenvolvimento econômico é intelectualmente independente da sua própria defesa de princípios revolucionários. Os economistas marxistas não se apoiam inteiramente nas obras de Marx e de outros marxistas amplamente conhecidos, mas recorrem a uma série de fontes marxistas e não-marxistas.
Considerada uma escola heterodoxa, a escola marxista tem sido criticada por alegações relacionadas com a inconsistência, previsões falhadas e escrutínio do planejamento econômico dos países nominalmente comunistas no século XX. De acordo com economistas como George Stigler e Robert Solow, a economia marxista não é relevante para a economia moderna, tendo "praticamente nenhum impacto" e apenas "representando uma pequena minoria de economistas modernos". No entanto, algumas ideias da escola marxista contribuíram para a compreensão geral da economia global. Certos conceitos desenvolvidos na economia marxista, especialmente aqueles relacionados com a acumulação de capital e o ciclo econômico, foram adaptados para utilização em sistemas capitalistas; um exemplo é a noção de destruição criativa de Joseph Schumpeter.
A obra-prima de Marx sobre a crítica da economia política foi Das Kapital (Capital: Uma Crítica da Economia Política) em três volumes, dos quais apenas o primeiro volume foi publicado durante sua vida (1867); os outros foram publicados por Friedrich Engels a partir das notas de Marx. Uma das primeiras obras de Marx, Crítica da Economia Política, foi incorporada principalmente em Das Kapital, especialmente no início do volume 1. As notas de Marx feitas na preparação para escrever Das Kapital foram publicadas em 1939 sob o título Grundrisse.

## Marx e a economia clássica
A economia de Marx tomou como ponto de partida a obra dos mais famosos economistas de seu tempo, os economistas clássicos britânicos: Adam Smith, Thomas Malthus e David Ricardo.
Smith, na Riqueza das Nações, argumentou que a característica mais importante de uma economia de mercado é que ela permitia um rápido crescimento nas habilidades de produção. Smith dizia que um mercado em crescimento estimulava uma maior divisão do trabalho, o que aumentaria a produtividade total da economia. Apesar de que Smith geralmente disse pouco a respeito dos trabalhadores, ele notou que uma maior divisão do trabalho poderia, em um determinado momento[carece de fontes?], causar dano àqueles cujas ocupações eram cada vez mais mecanizadas e repetitivas.
Marx seguiu Smith quando afirmou que o mais importante (e talvez único) benefício econômico do capitalismo era um rápido crescimento na produtividade. Marx também desenvolveu bastante a noção de que os trabalhadores poderiam ser prejudicados a medida que o capitalismo se tornava mais produtivo.
Além disso, nas Teorias da Mais-valia, Marx notou: "Nós vemos um grande avanço feito por Adam Smith em relação aos fisiocratas na análise da mais-valia e portanto, do capital. No ponto de vista dos fisiocratas, havia somente um tipo definido de trabalho - o trabalho na agricultura - que cria mais-valia... Mas para Adam Smith, é o trabalho social geral — não importando com que valores-de-uso ele se manifesta - a mera quantidade trabalho necessário, é que cria valor. A mais-valia, quer quando ela assume a forma de lucro, aluguel ou a forma secundária de juros, não é nada a não ser uma parte desse trabalho, que é apropriada pelos donos das condições materiais de produção em troca do trabalho vivo."
A tese de Malthus, em "Um Ensaio Acerca do Princípio da População", de que o crescimento populacional era a causa primária dos salários de subsistência dos trabalhadores fez com que Marx desenvolvesse uma teoria alternativa da determinação dos salários. Enquanto Malthus apresentou uma teoria a-histórica do crescimento populacional, Marx ofereceu uma teoria de como um excedente relativo de população no capitalismo tendia a forçar os salários para o nível de subsistência. Marx viu esse excedente populacional como o resultado de causas econômicas e não biológicas (como na interpretação de Malthus). Essa teoria econômica do crescimento populacional é frequentemente chamada de teoria do exército industrial de reserva.
Ricardo desenvolveu uma teoria da distribuição dentro do capitalismo, isto é, uma teoria de como a produção da sociedade é distribuída socialmente. A versão mais madura da sua teoria, apresentada em Sobre os Princípios de Economia Política e Tributação, era baseada na teoria do valor-trabalho em que o valor de cada produto era igual ao trabalho incorporado ao produto. (Adam Smith também apresentara uma teoria do valor-trabalho mas permaneceu incompleta). Também foi notável na economia de Ricardo a ideia do lucro como uma dedução na produção total da sociedade e que os salários e os lucros estavam inversamente relacionados: um aumento nos lucros implicaria uma diminuição dos salários.
Marx construiu muito da análise econômica formal desenvolvida no Capital sobre as ideias de Ricardo.
Marx também criticou duas características da “economia burguesa” que ele percebeu como principais fatores que impedem a plena realização do poder de produção da sociedade: a propriedade dos meios de produção e a operação supostamente irracional da economia, que leva a “perturbações” e excedentes:
”Quando a sociedade, ao tomar posse de todos os meios de produção e ao utilizá-los numa base planeada, tiver libertado a si mesma e a todos os seus membros da escravidão em que estão agora mantidos por esses meios de produção que eles próprios produziram, mas que os confrontam como uma força alienígena irresistível.” 

— Friedrich Engels, Anti-Dühring

### Metodologia
Marx usou a dialética, método que adaptou das obras de Georg Wilhelm Friedrich Hegel. A dialética concentra-se na relação e na mudança e tenta evitar ver o universo como composto de objetos separados, cada um com características essencialmente estáveis e imutáveis. Um componente da dialética é a abstração; de uma massa indiferenciada de dados ou de um sistema concebido como um todo orgânico, abstraem-se porções para pensar ou referir-se. Podem-se abstrair objetos, mas também – e mais tipicamente – relações e processos de mudança. Uma abstração pode ser extensa ou restrita, pode focar em generalidades ou especificidades e pode ser feita a partir de vários pontos de vista. Por exemplo, uma venda pode ser abstraída do ponto de vista de um comprador ou de um vendedor, e pode-se abstrair uma venda específica ou vendas em geral. Outro componente é a dedução dialética de categorias. Marx utiliza a noção hegeliana de categorias, que são formas, para a economia: A forma mercadoria, a forma dinheiro, a forma capital, etc., têm de ser sistematicamente deduzidas em vez de serem apreendidas de uma forma exterior, como fazem os economistas burgueses. Isto corresponde à crítica de Hegel à filosofia transcendental de Kant.
Marx considerava a história como tendo passado por vários estágios. Os detalhes da sua periodização variam um pouco ao longo das suas obras, mas é essencialmente: Comunismo Primitivo – Sociedades escravistas – Feudalismo – Capitalismo – Socialismo – Comunismo (sendo o capitalismo a fase presente e o comunismo o futuro). Marx ocupou-se principalmente em descrever o capitalismo. Os historiadores situam o início do capitalismo em algum momento entre cerca de 1450 (Sombart) e em algum momento do século XVII (Hobsbawm).
Marx define uma mercadoria como um produto do trabalho humano produzido para venda num mercado, e muitos produtos do trabalho humano são mercadorias. Marx começou a sua principal obra sobre economia, O Capital, com uma discussão sobre mercadorias; O Capítulo Um é denominado "Mercadorias".

### Mercadoria
O valor de uma mercadoria pode ser concebido de duas maneiras diferentes, que Marx chama de valor de uso e valor. O valor de uso de uma mercadoria é a sua utilidade para cumprir algum propósito prático; por exemplo, o valor de uso de um alimento é que ele proporciona nutrição e sabor agradável; o valor de uso de um martelo, que pode cravar pregos.
O valor é, por outro lado, uma medida do valor de uma mercadoria em comparação com outras mercadorias. Está intimamente relacionado com o valor de troca, a relação pela qual as mercadorias devem ser negociadas entre si, mas não é idêntica: o valor está num nível de abstração mais geral; o valor de troca é uma realização ou forma dele.
Marx argumentou que se o valor é uma propriedade comum a todas as mercadorias, então aquilo de que ele deriva, tudo o que o determina, deve ser comum a todas as mercadorias. A única coisa relevante que é, na opinião de Marx, comum a todas as mercadorias é o trabalho humano: todas elas são produzidas pelo trabalho humano.
Marx concluiu que o valor de uma mercadoria é simplesmente a quantidade de trabalho humano necessária para produzi-la. Assim, Marx adotou uma teoria do valor-trabalho, tal como fizeram os seus antecessores Ricardo e MacCulloch; O próprio Marx traçou a existência da teoria pelo menos desde uma obra anônima.
Marx colocou algumas restrições à validade da sua teoria do valor: disse que, para que ela se mantenha, a mercadoria não deve ser um item inútil; e não é a quantidade real de trabalho gasto na produção de uma determinada mercadoria individual que determina o seu valor, mas a quantidade de trabalho que um trabalhador de energia e habilidade médias, trabalhando com intensidade média, usando as técnicas predominantes da época, iria precisa produzi-lo. Uma declaração formal da lei é: 
“o valor de uma mercadoria é igual ao tempo de trabalho médio socialmente necessário para a sua produção.”
A afirmação de Marx era que as mercadorias tendem, num nível bastante geral de abstração, a serem trocadas pelo valor; ou seja, se a Mercadoria A, cujo valor é “V”, for negociada pela Mercadoria B, tenderá a buscar uma quantidade de Mercadoria B cujo valor é o mesmo, “V”. Circunstâncias particulares causarão divergências desta regra, no entanto.

### Dinheiro
Marx sustentava que o dinheiro metálico, como o ouro, é uma mercadoria e o seu valor é o tempo de trabalho necessário para produzi-lo (minerá-lo, fundi-lo, etc.). Marx argumentou que o ouro e a prata são convencionalmente usados como dinheiro porque incorporam uma grande quantidade de trabalho numa forma pequena e durável, o que é conveniente. O papel-moeda é, neste modelo, uma representação do ouro ou da prata, quase sem valor próprio, mas mantido em circulação por decreto estadual.

### Produção
Marx lista os fatores elementares de produção como:
- Trabalho, "a atividade pessoal do homem". (Capítulo, I, VII, 1.)

- O sujeito do trabalho: a coisa trabalhada.

- Os instrumentos de trabalho: ferramentas, animais domésticos de trabalho como cavalos, produtos químicos usados na modificação do sujeito, etc.

Alguns itens de trabalho estão disponíveis diretamente na Natureza: peixes não capturados, carvão não extraído, etc. Outros são resultados de uma etapa anterior de produção; estes são conhecidos como matérias-primas, como farinha ou fio. Oficinas, canais e estradas são considerados instrumentos de trabalho. Carvão para caldeiras, óleo para rodas e feno para cavalos de tração são considerados matérias-primas e não instrumentos de trabalho.
"Se, por outro lado, o tema do trabalho foi, por assim dizer, filtrado através do trabalho anterior, chamamos-lhe matéria-prima. . . ."
Os sujeitos do trabalho e os instrumentos de trabalho juntos são chamados de meios de produção. Relações de produção são as relações que os seres humanos adotam entre si como parte do processo de produção. No capitalismo, o trabalho assalariado e a propriedade privada fazem parte do sistema de relações de produção.

#### Cálculo do valor de um produto (preço não confundir com valor)
Se o trabalho for realizado diretamente na Natureza e com instrumentos de valor insignificante, o valor do produto é simplesmente o tempo de trabalho. Se o trabalho for realizado sobre algo que é em si o produto do trabalho anterior (ou seja, sobre uma matéria-prima), utilizando instrumentos que tenham algum valor, o valor do produto é o valor da matéria-prima, mais a depreciação dos instrumentos, mais o tempo de trabalho. A depreciação pode ser calculada simplesmente dividindo o valor dos instrumentos pela sua vida útil; por exemplo. se um torno no valor de £ 1.000 durar 10 anos em uso, ele agregará valor ao produto a uma taxa de £ 100 por ano.

### Teoria do valor-trabalho
A teoria do valor-trabalho foi inicialmente introduzida pelos economistas clássicos Adam Smith e David Ricardo, mas foi posteriormente desenvolvida na obra de Marx, Capital. De acordo com a teoria do valor-trabalho, o valor de uma mercadoria é igual ao tempo de trabalho socialmente necessário para produzi-la.
O valor das mercadorias é dividido em duas categorias: valor de uso e valor de troca. O valor de uso é a utilidade de uma mercadoria. O valor de troca é a proporção pela qual os valores de uso de um tipo são trocados por valores de uso de outros tipos. Contudo, como os valores de troca não são arbitrários, deve haver uma unidade comum pela qual os bens possam ser equiparados. Quando os valores de uso únicos dos bens são removidos, o único valor que resta é o tempo de trabalho necessário para produzir a mercadoria.

### Trabalho abstrato
A teoria do valor de Marx difere da visão clássica na sua definição de trabalho. Marx o separa em dois tipos diferentes: trabalho concreto e trabalho abstrato. O trabalho concreto pode ser pensado como as características únicas do trabalho, como o trabalho de um agricultor versus o de um alfaiate. O trabalho abstrato, por outro lado, é a conceituação geral do trabalho humano. Representa o gasto de força de trabalho humana simples. O trabalho concreto produz mercadorias qualitativamente diferentes; no entanto, para equalizar e comparar quantitativamente os valores de mercadorias qualitativamente diferentes, o seu valor deve ser medido em termos de trabalho abstrato. O trabalho abstrato é a unidade básica de valor e é a base para a teoria do valor-trabalho de Marx.

### Mais-valia
De acordo com Marx, no capitalismo, os trabalhadores são donos da sua força de trabalho, mas não são donos dos meios de produção através dos quais podem atualizar a sua força de trabalho e gerar valores de uso. Como resultado, os trabalhadores devem vender o seu trabalho e são alienados dele. O capitalista toma os valores de uso criados pelos trabalhadores. No entanto, o capitalista não quer estes bens pelos seus valores de uso, mas sim pelos seus valores de troca. De acordo com Marx, os capitalistas desejam lucro ou mais-valia. No entanto, nenhuma mais-valia pode ser criada naturalmente. O processo de trabalho simplesmente transforma o valor de uma forma em outra. Assim, de acordo com Marx, a única forma de o capitalista obter mais-valia é pagando aos trabalhadores o valor de troca, e não o seu valor de uso. A diferença entre esses dois valores é a mais-valia gerada.

### Efeito do progresso técnico
De acordo com Marx, a quantidade de produto real (ou seja, valor de uso) que um trabalhador típico produz num determinado período de tempo é a produtividade do trabalho. Tem tendência a aumentar sob o capitalismo. Isto se deve ao aumento da escala das empresas, à especialização da mão de obra e à introdução de máquinas. O resultado imediato disso é que o valor de um determinado item tende a diminuir, porque o tempo de trabalho necessário para produzi-lo torna-se menor.
Num determinado período de tempo, o trabalho produz mais itens, mas cada unidade tem menos valor; o valor total criado por vez permanece o mesmo. Isto significa que os meios de subsistência ficam mais baratos; portanto, o valor da força de trabalho ou do tempo de trabalho necessário diminui. Se a duração da jornada de trabalho permanecer a mesma, isso resultará num aumento do tempo de trabalho excedente e da taxa de mais-valia.
O avanço tecnológico tende a aumentar a quantidade de capital necessária para iniciar um negócio e tende a resultar numa preponderância crescente de capital gasto em meios de produção (capital constante) em oposição ao trabalho (capital variável). Marx chamou a proporção entre esses dois tipos de capital de composição do capital.

## Teorização atual na economia marxista
A economia marxista foi desenvolvida por muitos outros, começando quase no momento da morte de Marx. O segundo e terceiro volumes de Das Kapital foram editados por seu associado próximo Friedrich Engels, com base nas notas de Marx. As Teorias da Mais-Valia de Marx foram editadas por Karl Kautsky. A teoria do valor marxista e o teorema de Perron-Frobenius sobre o autovetor positivo de uma matriz positiva são fundamentais para os tratamentos matemáticos da economia marxista. A relação entre exploração (trabalho excedente) e lucro foi modelada com maior sofisticação.
As universidades que oferecem um ou mais cursos de economia marxista, ou ministram um ou mais cursos de economia sobre outros tópicos a partir de uma perspectiva que designam como marxista ou marxiana, incluem a Colorado State University, a New School for Social Research, a School of Oriental and African Studies. , Universidade Federal do Rio de Janeiro, Universidade Estadual de Campinas, Universidade de Maastricht, Universidade de Bremen, Universidade da Califórnia, Riverside, Universidade de Leeds, Universidade do Maine, Universidade de Manchester, Universidade de Massachusetts Amherst, Universidade de Massachusetts Boston, Universidade de Missouri – Kansas City, Universidade de Sheffield, Universidade de Utah, Universidade de Calcutá e Universidade de York (Toronto). 

## Críticas
Grande parte da crítica à economia marxista clássica veio de economistas marxistas que revisaram a teoria original de Marx, ou da Escola Austríaca de Economia. V. K. Dmitriev, escrevendo em 1898, Ladislaus von Bortkiewicz, escrevendo em 1906–07, e críticos subsequentes afirmaram que a teoria do valor-trabalho de Marx e a lei da tendência de queda da taxa de lucro são internamente inconsistentes. Por outras palavras, os críticos alegam que Marx tirou conclusões que na verdade não decorrem das suas premissas teóricas. Uma vez corrigidos estes alegados erros, a sua conclusão de que o preço agregado e o lucro são determinados e iguais ao valor agregado e à mais-valia já não é verdadeira. Este resultado põe em causa a sua teoria de que a exploração dos trabalhadores é a única fonte de lucro.
Se a taxa de lucro no capitalismo, como previu Marx, tendeu a cair é um assunto para debate. N. Okishio, em 1961, elaborou um teorema (teorema de Okishio) mostrando que se os capitalistas prosseguirem técnicas de redução de custos e se o salário real não aumentar, a taxa de lucro deverá aumentar.
As alegações de inconsistência têm sido uma característica proeminente da economia marxista e do debate que a rodeia desde a década de 1970.
Muitas das críticas à economia marxista vêm de contradições observadas em países que declararam fidelidade à doutrina económica e política marxista no século XX. A análise da escassez generalizada de bens nestes países e a prevalência de segundas economias (mercados negros) para bens muito básicos levaram à criação do termo "economia de escassez". Dembinski destacou a determinação inconsistente de Marx do “valor-trabalho”, um conceito central na teoria do valor-trabalho, e que, se avaliado com precisão nestas economias, ajuda a explicar o seu declínio.

## Relevância na economia
De acordo com economistas como George Stigler e Robert Solow em 1988, a economia marxista não é relevante para a economia de língua inglesa, tendo "virtualmente nenhum impacto", apenas "representa uma pequena minoria de economistas modernos" e são " um beco sem saída irrelevante."
O professor Jonathon Sperber diz que alguns elementos, como a base e a superestrutura, a exploração dos trabalhadores no livre mercado e as crises do capitalismo (como os ciclos de expansão e recessão), permanecem hoje salientes, embora com atualizações contemporâneas, enquanto outros ele vê como menos relevantes , como a teoria do valor-trabalho e a tendência de queda da taxa de lucro.

## Economia neomarxista
Os termos "neomarxista", "pós-marxista" e "economia política radical" foram usados pela primeira vez para se referir a uma tradição distinta de teoria econômica nas décadas de 1970 e 1980 que deriva do pensamento econômico marxista. Muitas das principais figuras estavam associadas à escola esquerdista da Monthly Review. A abordagem neomarxista da economia do desenvolvimento está ligada às teorias da dependência e dos sistemas mundiais. Nestes casos, a 'exploração' que o classifica como marxista é externa, e não a exploração 'interna' normal do marxismo clássico.
Na economia industrial, a abordagem neomarxista sublinha a natureza monopolista e oligárquica, em vez da natureza competitiva do capitalismo. Esta abordagem está associada a Michał Kalecki, Josef Steindl, Paul A. Baran e Paul Sweezy.
Teóricos como Marc Fleurbaey, Samuel Bowles,  David Gordon, John Roemer, Herbert Gintis, Jon Elster e Adam Przeworski adotaram as técnicas da economia neoclássica, incluindo a teoria dos jogos e a modelagem matemática, para demonstrar conceitos marxistas como como exploração e conflito de classes.
A abordagem neomarxista integrou a economia não-marxista ou “burguesa” dos pós-keynesianos como Joan Robinson e a escola neo-ricardiana de Piero Sraffa. Os economistas polacos Michał Kalecki, Rosa Luxemburgo, Henryk Grossman, Adam Przeworski e Oskar Lange foram influentes nesta escola, particularmente no desenvolvimento de teorias de subconsumo. Embora a maioria dos partidos comunistas oficiais denunciassem as teorias neomarxistas como "economia burguesa", alguns neomarxistas serviram como conselheiros de governos socialistas ou em desenvolvimento do Terceiro Mundo. As teorias neomarxistas também foram influentes no estudo do imperialismo.
Entre os críticos que apontam inconsistências internas estão antigos e atuais economistas marxistas e/ou Sraffianos, como Paul Sweezy, Nobuo Okishio, Ian Steedman, John Roemer, Gary Mongiovi, e David Laibman, que propõem que o campo seja fundamentado em suas versões corretas da economia marxista, em vez de na crítica de Marx à economia política na forma original em que ele a apresentou e desenvolveu em O Capital.
Os proponentes da interpretação do sistema único temporal (TSSI) da teoria do valor de Marx afirmam que as supostas inconsistências são na verdade o resultado de interpretações errôneas; eles argumentam que quando a teoria de Marx é entendida como “temporal” e “sistema único”, as alegadas inconsistências internas desaparecem. Numa recente análise do debate, um proponente do TSSI conclui que “as provas de inconsistência já não são defendidas; todo o caso contra Marx foi reduzido à questão interpretativa”.
Apesar de ser um economista marxista ortodoxo, Maurice Dobb também esteve associado a esta corrente.

### Conceitos
As grandes empresas podem manter os preços de venda em níveis elevados, ao mesmo tempo que competem para cortar custos, publicitar e comercializar os seus produtos. No entanto, a concorrência é geralmente limitada, com algumas grandes formações de capital a partilhar vários mercados, com a excepção de alguns monopólios reais (como o Sistema Bell na altura). Os excedentes econômicos resultantes não podem ser absorvidos através de consumidores que gastem mais. A concentração do excedente nas mãos da elite empresarial deve, portanto, ser orientada para tendências governamentais imperialistas e militaristas, que é a forma mais fácil e segura de utilizar a capacidade produtiva excedentária.
A exploração centra-se nos trabalhadores com baixos salários e nos grupos nacionais, especialmente as minorias. Os trabalhadores com rendimentos médios vêem as pressões no impulso para a produção destruirem as suas relações humanas, levando a uma alienação e hostilidade mais amplas. Todo o sistema é em grande parte irracional, uma vez que embora os indivíduos possam tomar decisões racionais, os objectivos sistémicos finais não o são. O sistema continua a funcionar enquanto forem prosseguidas políticas keynesianas de pleno emprego, mas existe a ameaça contínua à estabilidade por parte dos países menos desenvolvidos, libertando-se das restrições da dominação neocolonial.

### Teoria do valor-trabalho
Paul A. Baran introduziu o conceito de excedente econômico potencial para lidar com novas complexidades levantadas pelo domínio do capital monopolista, em particular a previsão teórica de que o capitalismo monopolista estaria associado a uma baixa utilização da capacidade e, portanto, o excedente potencial seria tipicamente muito maior do que o excedente realizado. Com Paul Sweezy, Baran elaborou a importância desta inovação, a sua consistência com o conceito de valor-trabalho de Marx e a relação complementar com a categoria de mais-valia de Marx.
De acordo com as categorias de Baran:
- Excedente econômico real: “a diferença entre a produção corrente real da sociedade e o seu consumo corrente real”. Portanto, é igual à poupança ou acumulação atual.

- Excedente econômico potencial: “a diferença entre o produto que poderia ser produzido num determinado ambiente natural e técnico com a ajuda de recursos produtivos empregáveis, e o que poderia ser considerado um  é consumo essencial."

Baran também introduziu o conceito de excedente planificado – uma categoria que só poderia ser operacionalizada numa sociedade socialista racionalmente planificada . Isto foi definido como "a diferença entre a produção 'ótima' da sociedade disponível num ambiente natural e tecnológico historicamente determinado, sob condições de utilização 'ótima' planificada de todos os recursos produtivos disponíveis, e algum volume 'ótimo' de consumo escolhido."
Baran usou o conceito de excedente para analisar as economias subdesenvolvidas (ou o que agora são chamadas de forma mais otimista de "economias em desenvolvimento") na sua Economia Política do Crescimento.

## Leituras sugeridas
- «Welcome to Marx Memorial Library | Marx Memorial Library». www.marx-memorial-library.org.uk. Consultado em 14 de dezembro de 2021